# 경제풍월
경제풍월(經濟風月)은 좋은이웃집에서 발행하는 대한민국의 월간 경제 평론지이다. 1999년 8월 20일 배병휴(裵秉烋) 매일경제신문 편집고문에 의해 설립되었으며 1999년 9월에 창간호가 발간되었다. 담백하고 솔직하고 중립적인 논평을 신조로 삼고 있으며 "논객들의 세상 보기"를 슬로건으로 내걸고 있다.

## 같이 보기
- 장기표
  - 뉴스바로